# Qudsia Begum di Bhopal
Qudsia Begum, nota anche come Gohar (Bhopal, 1801 – Bhopal, 17 dicembre 1881), è stata begum regnante di Bhopal dal 1819 al 1837.

## Biografia
Appartenente alla famiglia reale, discendente da Dost Mohammad, dei Nawabs di Bhopal, stato principesco dell'India britannica, è stata la prima donna a regnare per proprio diritto contrariamente alle convenzioni islamiche. La successione in linea femminile era ammessa negli stati indiani soltanto in Bhopal e Travancore, dove regnò la maharani Gowri Lakshmi Bayi dal 1810 al 1813.
La principessa Qudsia, figlia del nawab Ghous, sposò nel 1817, a sedici anni, Nazar Mohammad Khan, rampollo dell'oppositore Wazir, dal quale ebbe Sikandar da lei nominata, due anni dopo, erede presuntiva. Salì al trono nel 1819 in seguito alla morte del ventiseienne marito per un incidente da arma da fuoco.
Governò per diciotto anni con autorevolezza e decisione, attuando riforme in campo amministrativo e giudiziario. Dimostrò capacità diplomatiche che garantirono soddisfacenti rapporti con il Regno Unito. La begum amava esibire le proprie abilità militari, convinta che le potenzialità della donna fossero uguali a quelle maschili: adoperava con dimestichezza le armi e si mostrava pubblicamente a cavallo o a dorso di elefante al fine di ridurre al silenzio gli uomini che disapprovavano la sua ascesa ai più alti vertici del potere. I suoi contemporanei si convinsero presto che Qudsia era una persona idonea a guidare un Paese anche in guerra e con un'economia instabile e ad occuparsi del benessere dei bhopalesi.
Il fatto che fosse illetterata non impedì alla sovrana di sostenere l'arte e, in particolare, l'architettura facendo erigere nel 1820 il palazzo reale Gohar Mahal, secondo lo stile moghul-indù, dove risiedette a lungo, e il Jama Masjld. La sovrana visse con semplicità e austerità, lontana dallo sfarzo di altre corti indiane: tollerò i sudditi che professavano l'induismo ed era considerata la reincarnazione di Maji Mamola.
Nel 1837 Qudsia decise di abdicare in favore dell'unica figlia Sikandar e del genero Jahangir Mohammad Khan. Continuò a influire sulla vita pubblica del principato anche durante il regno della nipote Shah Jahan. La begum, infatti, contribuì con una grande somma alla costruzione delle ferrovie in Bhopal, nel 1868, realizzate dall'ingegnere scozzese David Cook. Costituì, inoltre, la fondazione per gli impianti idrici e gli oleodotti.
Nel 1877 fu invitata alla corte di Delhi, presieduta dal viceré lord Robert Bulwer-Lytton, cerimonia ufficiale in cui fu offerto ufficialmente alla regina Vittoria il titolo di imperatrice d'India. In quell'occasione Qudsia ricevette l'alta onorificenza dell'Ordine della Corona d'India.
Nel 1881 la begum morì all'età di ottanta anni e fu sepolta nella tomba del consorte a Bada Bagh (Bhopal).

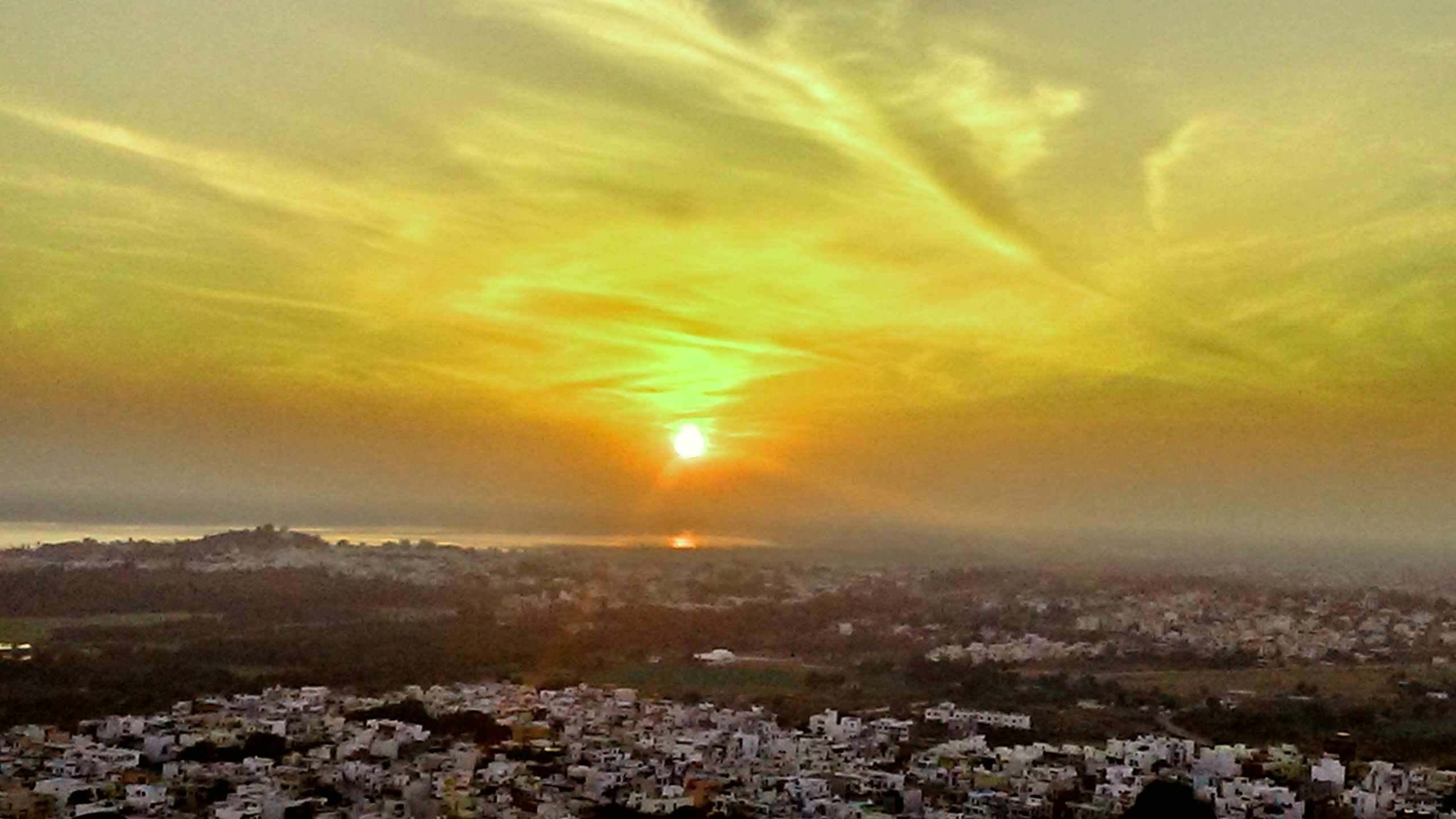
Veduta moderna della città di Bhopal
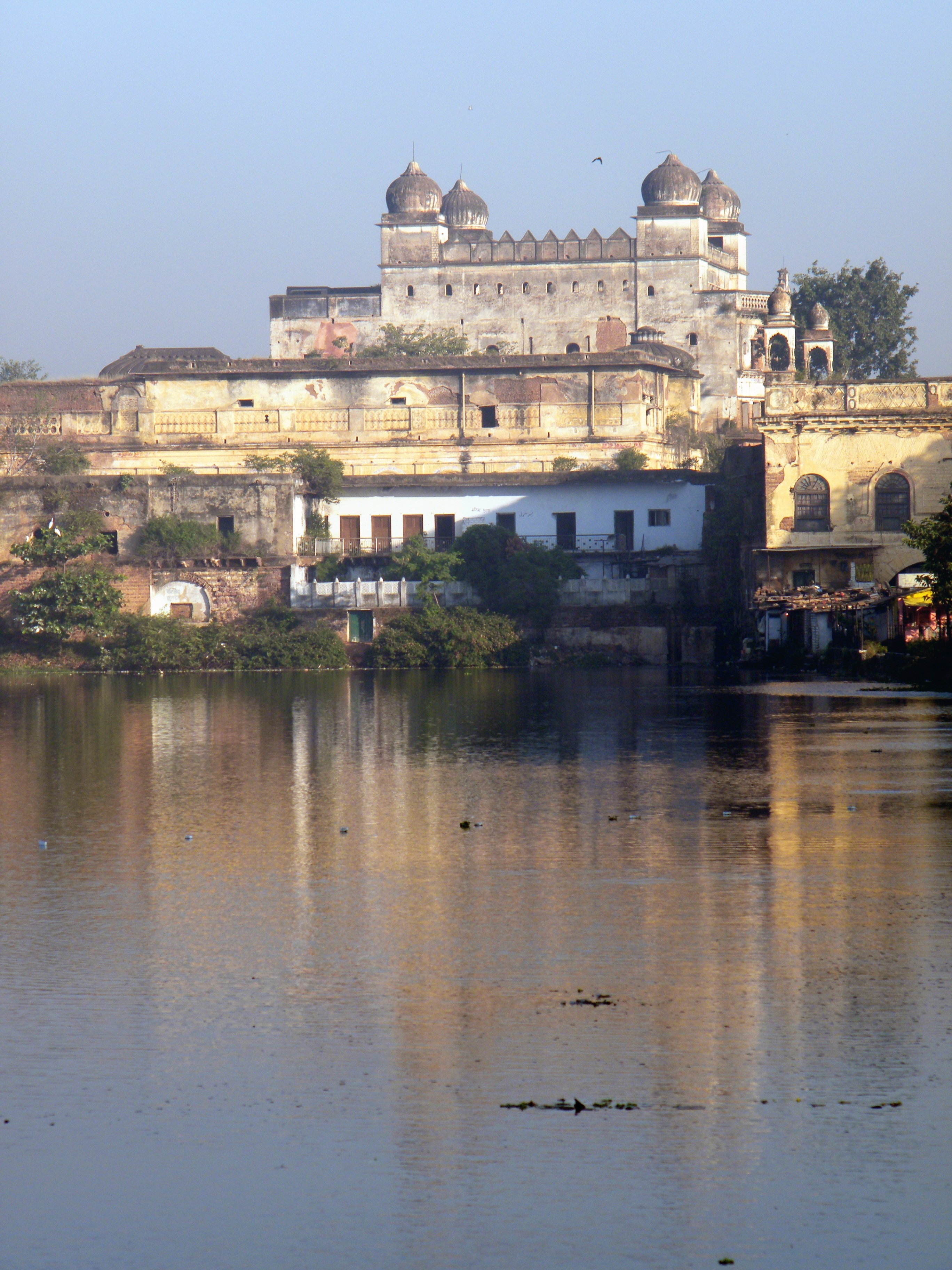
Il palazzo reale Taj Mahal (Bhopal)
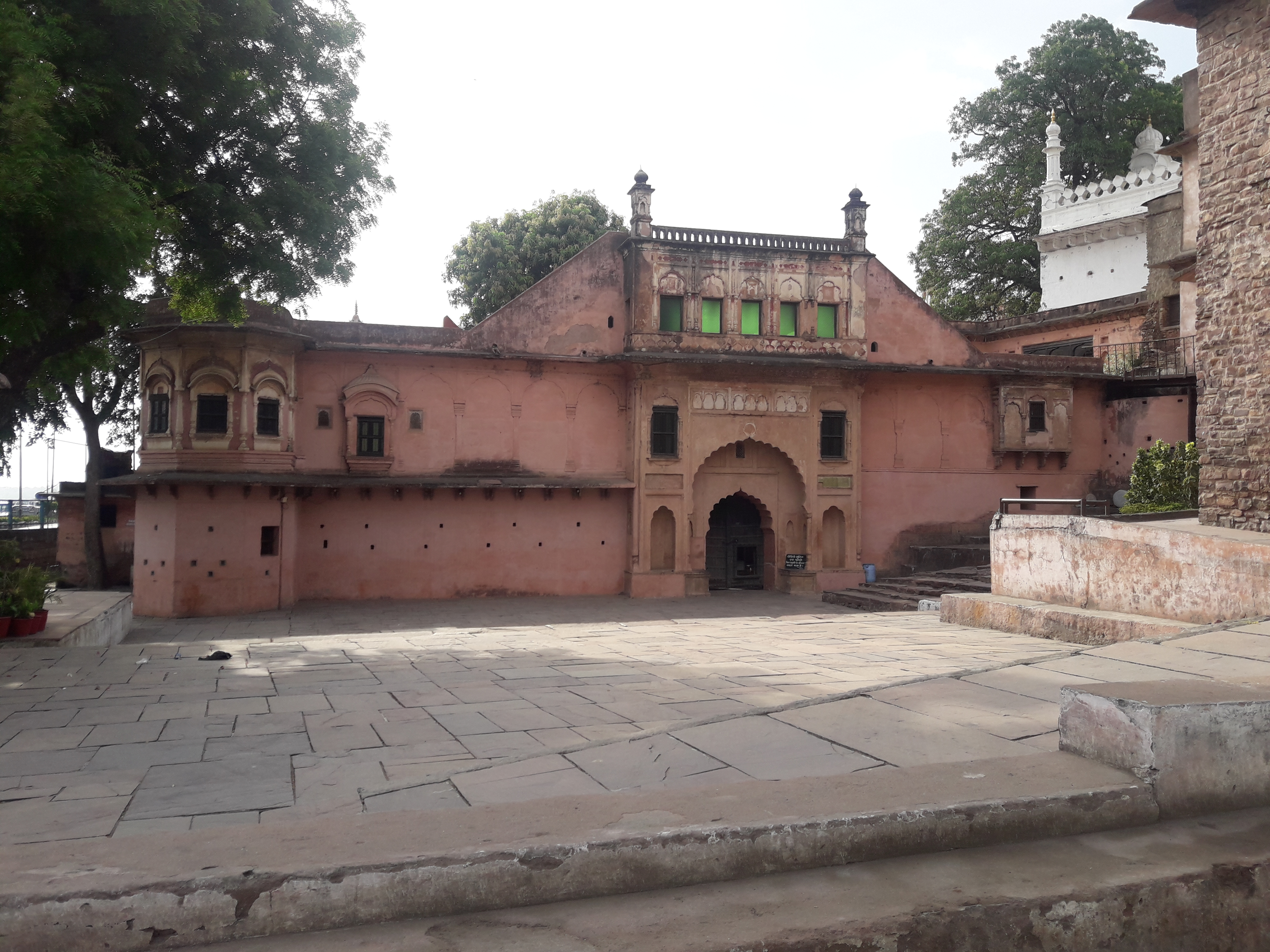
Il palazzo reale Gohar Mahal (Bhopal)
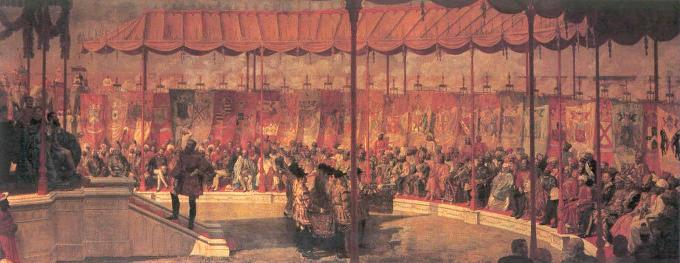
Il Delhi Durbar in cui era presente Qudsia
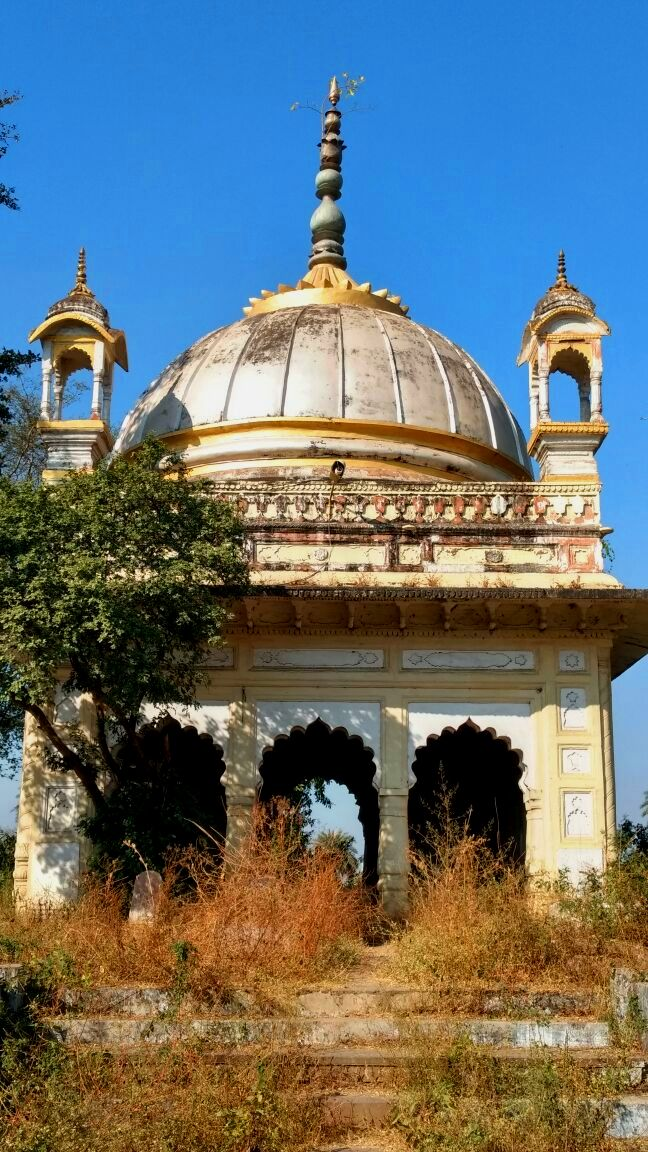
Tomba della begum Qudsia (Bhopal)
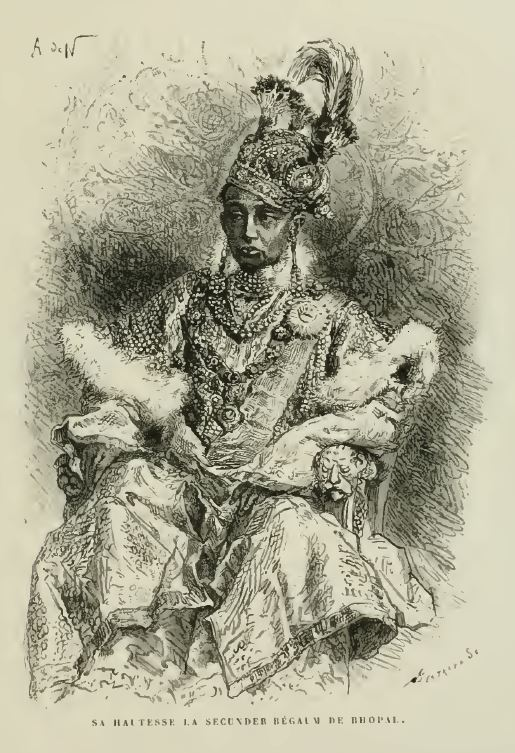
La begum Sikandar (1867), figlia di Qudsia